# 독일 연방의 구성국
독일 연방의 구성국은 시간이 흐르면서 조금씩 변했으나 그 영역은 대체로 벨기에를 제외한 신성 로마 제국 영토를 기반으로 하였다. 독일 연방이 결성된 1815년 6월 20일부터 보오전쟁으로 인하여 독일 연방이 해체된 1866년 8월 24일까지 기간 동안, 오스트리아 제국을 맹주로 하여 유지되었다. 오스트리아 제국은 프랑크푸르트에 있는 연방 의회에 대표를 보내 의장 역할을 하였다.

## 군주제 국가

### 제국
- 오스트리아 제국

### 왕국
- 프로이센 왕국
- 바이에른 왕국
- 작센 왕국
- 하노버 왕국
- 뷔르템베르크 왕국

### 대공국
- 바덴 대공국
- 헤센 대공국
- 룩셈부르크 대공국, 후에 벨기에의 영토의 서쪽 반을 할양하면서 독일 연방 탈퇴.
- 메클렌부르크슈베린 대공국
- 작센바이마르아이제나흐 대공국
- 메클렌부르크슈트렐리츠 대공국
- 올덴부르크 대공국, 1829년에 공국에서 대공국으로 승격.

### 공국
- 홀슈타인 공국
- 림뷔르흐 공국, 룩셈부르크의 서쪽지방으로 1839년에 가맹하였으나 1866년에 네덜란드 연합 왕국에 합병.
- 브라운슈바이크 공국
- 나사우 공국
- 작센고타알텐부르크 공국, 1825년에 대가 끊기면서 작센코부르크잘펠트 공국에게 합병.
- 작센코부르크잘펠트 공국
- 작센코부르크고타 공국
- 작센마이닝겐 공국
- 작센힐드가우젠 공국, 1826년에 작센알텐부르크로 명칭을 바꿈.
- 올덴부르크 공국, 1829년에 공국에서 대공국으로 승격.
- 안할트데사우 공국
- 안할트베른부르크 공국
- 안할트쾨텐 공국
- 라우엔부르크 공국

### 선제후국
- 헤센 선제후국

### 후국
- 슈바르츠부르크존더스하우젠 후국
- 슈바르츠부르크루돌슈타트 후국
- 호엔촐레른헤힝겐 후국, 1850년에 프로이센 왕국에 합병.
- 리히텐슈타인 후국
- 호엔촐레른지그마링겐 후국, 1850년에 프로이센 왕국에 합병.
- 발데크피르몬트 후국
- 로이스엘테르어리네 후국
- 로이스윙게르어리네 후국
- 샤움부르크리페 후국
- 리페 후국

### 방백국
- 헤센홈부르크 방백국, 1816년 가맹.

## 자유시
- 뤼베크 자유시
- 프랑크푸르트 자유시
- 브레멘 자유시
- 함부르크 자유시

## 같이 보기
- 독일 연방